# Strigilla producta
Strigilla producta är en musselart som beskrevs av Tryon 1870. Strigilla producta ingår i släktet Strigilla och familjen Tellinidae. Inga underarter finns listade i Catalogue of Life.